# Zgálevo
Zgálevo (búlgaro: Зга̀лево) es un pueblo de Bulgaria perteneciente al municipio de Pórdim de la provincia de Pleven.
Se ubica en la periferia occidental de la capital municipal Pórdim, en la salida de la ciudad por la carretera 3501 que lleva a la capital provincial Pleven.
El pueblo fue el lugar de una importante batalla de la guerra ruso-turca de 1877-1878. Tras intentar  las tropas de Osman Nuri Pasha ir a la aldea en agosto de 1877 durante el sitio de Pleven, los turcos fueron derrotados por las tropas rusas y obligados a regresar a la ciudad. El pueblo cuenta con numerosos monumentos en honor a los rusos que murieron defendiendo la localidad.

## Demografía
En 2011 tenía 686 habitantes, de los cuales el 87,02% eran étnicamente búlgaros, el 1,31% gitanos y el 1,02% turcos.
En anteriores censos su población ha sido la siguiente:
| Gráfica de evolución demográfica de Zgálevo entre 1934 y 2011 |
|                                                               |